# 24. Klavierkonzert (Mozart)
Das 24. Klavierkonzert in c-Moll, KV 491 ist ein Klavierkonzert von Wolfgang Amadeus Mozart. Nach einer abweichenden Zählung, in der nur die reinen und vollständig von Mozart stammenden Werke beachtet werden, ist es das 18. Klavierkonzert des Komponisten.

## Entstehung
Das 24. Klavierkonzert wurde in der ersten Februarhälfte 1786 in Wien vollendet. Wie die anderen großen in Wien geschriebenen Klavierkonzerte entstand es für eigene Aufführungen Mozarts. Das Autograph enthält für Mozart ungewöhnlich viele Änderungen und Korrekturen, was darauf schließen lässt, dass dieses Konzert einem längeren Schaffensprozess ausgesetzt war als die meisten Werke Mozarts. Auch dieses Konzert entstand parallel mit der Hochzeit des Figaro zu einer Zeit, als die Oper schon fast fertig war und in Teilen bereits geprobt wurde. Vermutlich wurde das Klavierkonzert am 7. April 1786 uraufgeführt.

## Zur Musik

### Besetzung
Solo-Klavier, Flöte, 2 Klarinetten, 2 Oboen, 2 Fagotte, 2 Hörner, 2 Trompeten, Pauke, Streicher

### 1. Satz: Allegro
Das eröffnende Allegro ist, neben den Hauptsätzen des 11. Klavierkonzertes KV 413 und 14. Klavierkonzertes KV 449, der einzige Hauptsatz der Konzerte Mozarts, der im 3/4-Takt notiert ist. Das von den Streichern unisono vorgetragene Hauptthema weist deutlich auf die Thematik in Beethovens späterem c-Moll-Konzert. Es wird vom Orchestertutti wiederholt, unterstützt von hämmernden Paukenschlägen. Die Holzbläser übernehmen eine tragende Rolle bei der Ausformulierung des Gedankens. Ein zweiter Gedanke ist von friedlicherem Charakter, ohne jedoch zur Ruhe zu kommen. Die Soloexposition des Klaviers beginnt wie in einigen Konzerten zuvor mit einem eigenständigen dritten Thema. Ungewöhnlich jedoch ist die Entwicklung eines vierten und fünften Gedankens im Soloklavier, die alle als eigenständige Themen angesehen werden können; das Hauptthema wird nur hin und wieder zitiert. Noch in der Exposition folgt ein durchführungsähnlicher Teil, der den Hauptgedanken verarbeitet. Die Exposition endet mit einer Es-Dur-Variante des Hauptthemas. Es schließt sich der Durchführungsteil an, der hauptsächlich das erste und dritte Thema verarbeitet. In der Reprise tauchen die Themen in veränderter Reihenfolge wieder auf. Zunächst wird das Hauptthema wiederholt, das fünfte und vierte Thema schließen sich an, bevor das zweite Thema die frei gestaltete Reprise abschließt. Das dritte Thema, das in der Durchführung noch bevorzugt wurde, fehlt. Es taucht dafür in der virtuosen und ausgedehnten Solokadenz wieder auf, die durch einen Höhepunkt im Orchester eingeleitet wird. Auch für dieses Konzert schrieb Leopold Godowsky alternative Kadenzen zum 1. und 3. Satz. Ein dramatisches Schlussritornell führt zur Coda, die vom Klavier mitgespielt wird und den Satz unter pochenden Akkorden pianissimo ausklingen lässt. Die musikalische Konfliktlösung ist wie im d-Moll-Konzert noch nicht erreicht und auf die nachfolgenden Sätze vertagt.

### 2. Satz: Larghetto
Der Mittelsatz ist in einfacher Rondoform in Es-Dur geschrieben. Der Aufbau erinnert an den Mittelsatz des 15. Klavierkonzertes KV 450. Das Soloklavier stellt das einfache, liedhafte Refrainthema vor, das schnell vom Orchester beantwortet wird. Das erste Couplet wendet sich in einer gemäßigt-dramatischen Geste der Holzbläser nach c-Moll. In beiden Couplets konzertieren Soloklavier und Orchester gemeinsam gegen die Holzbläsergruppe. Das zweite Couplet, das nach einer gekürzten Wiederholung des Refrains folgt, steht in As-Dur und ist von heiterem Charakter. Nach einer kurzen Überleitung schließt sich eine längere Wiederholung des Refrains an. Eine kurze Coda beendet den einfachen Satz.

### 3. Satz: Allegretto
Das Finale stellt einen Variationssatz dar. Das kämpferische c-Moll-Thema wird von den Pauken akzentuiert. Die erste Variation besteht aus figurierten Umspielungen des Themas durch das Soloklavier, unterstützt von den Streichern. Die Holzbläser bestimmen die zweite Variation. In der Wiederholung antwortet das Klavier mit virtuosen Umspielungen. Die folgende dritte Variation besteht aus vollen, marschartigen Akkorden des Klaviers. Das Orchester antwortet mit Einwürfen in forte, die einen dramatischen Höhepunkt des Satzes darstellen. Die vierte Variation steht in As-Dur. Sie weicht stark vom Variationsthema ab und hat zeitweise den Charakter eines heiteren und pastoralen Intermezzos. Es folgt die ausgedehnte fünfte Variation, in der das Thema weitschweifend ausgeschmückt wird. In den Wiederholungen verwendet Mozart Motive aus der marschartigen dritten Variation. Es folgt die zweite Dur-Variation, die sich ebenfalls weit vom Thema entfernt. So haben beide Dur-Variationen intermezzohaften Charakter. Die folgende siebte Variation hält sich hingegen sehr stark an das Thema, zitiert es in den ersten Takten gar direkt. Der Übergang zur achten und letzten Variation erfolgt durch einen Eingang des Soloklaviers. Die sich anschließend Variation steht im 6/8-Takt und beschleunigt das musikalische Geschehen. Eine virtuose Coda schließt sich direkt an und führt das Werk mit einer donnernden Aufwärtspassage zu einem furiosen Ende in c-Moll.
Der Finalsatz zeigt erneut Mozarts längst etablierte Erhabenheit über gängige Formprinzipien. In diesem Konzert verbindet er die große Rondoform mit der Variationsform.

## Stellenwert
Das 24. Klavierkonzert ist neben dem 20. Klavierkonzert KV 466 das einzige Klavierkonzert Mozarts, das in einer Molltonart steht. Beide Werke sind Konzerte von größter Intensität der Dramatik. Gerade hierin weist das Konzert deutlich auf das Schaffen Beethovens hin, speziell auf dessen 3. Klavierkonzert, ebenfalls in c-Moll. Dieses ähnelt Mozarts 24. Klavierkonzert auch in der Thematik. Der verstärkte Einsatz von Chromatik prägt den musikalischen Charakter von abgründiger Tiefe, Leid und Tragik.
Mozart hat auch mit diesem c-Moll-Konzert die Verpflichtung der Musik an Unterhaltungsideale endgültig überwunden und zur Freiheit des individuellen Künstlers gefunden. Es ist bemerkenswert, dass er dieses Ideal ausgerechnet in einer Zeit höchster Beliebtheit beim Publikum immer weiter verwirklichte und damit seine Souveränität über die gesellschaftliche Verpflichtung der Kunst demonstrierte. Auf diese Weise gehört das Konzert KV 491, ebenso wie das d-Moll-Werk KV 466, zu den Wegbereitern kommender musikalischer Epochen.
Das 24. Klavierkonzert gehört zu den Klavierkonzerten, die als sinfonische Konzerte Mozarts bezeichnet werden. Eine große Gemeinsamkeit hat es mit den Klavierkonzerten KV 482 und KV 488, da es sich um die einzigen Klavierkonzerte Mozarts handelt, in denen Klarinetten vorgeschrieben sind. Diese drei Konzerte werden deshalb oft als Klarinettenkonzerte bezeichnet. Der übrige Orchesterapparat ist sehr groß angelegt und schreibt, wie in den Konzerten KV 451 und KV 467 Trompeten und Pauken vor. Da in diesem Konzert Oboen und Klarinetten vorgeschrieben sind, handelt es sich gar um eine der größten Besetzungen in Mozarts Schaffen überhaupt. Nur wenige Werke wie die Haffner oder Pariser Sinfonie weisen eine ähnliche Instrumentierung auf. Gerade hierin besteht ein großer Gegensatz zum vorhergehenden, kammermusikalisch orchestrierten Klavierkonzert KV 488.
Das Klavierkonzert bildet einen neuen Höhepunkt der Fortspinnungstechnik, die immer mehr an die Stelle der Periodenbildung tritt. Auch ist das Konzert von einem auf Johann Sebastian Bach zurückgreifenden, dichten polyphonen Satz gekennzeichnet. Wie im d-Moll-Konzert, lässt sich auch hier eine großangelegte inhaltliche Verknüpfung der Sätze untereinander feststellen. Der Hauptsatz endet ungewöhnlicherweise in piano, was dafür spricht, dass die Lösung der entfachten musikalischen Konflikte auf die weiteren Sätze des Konzertes verschoben wird. Dieses Vorgehen einer künstlerischen Gesamtkonzeption wird sich in den folgenden musikalischen Epochen bis zur Perfektion durchsetzen. Höchst ungewöhnlich sind die insgesamt fünf Themen, die im ersten Satz nebeneinander gestellt werden. Eine derartige thematische Fülle findet sich in keinem anderen Satz Mozarts.